# Gunnar Palmgren (jurist)
John Gunnar Palmgren, född 23 januari 1908 i Helsingfors, död där 23 november 1953, var en finländsk jurist och affärsman. Han var bror till Bo Palmgren. 
Palmgren blev student 1925, avlade högre rättsexamen 1930, blev juris kandidat samma år, vicehäradshövding 1932 samt juris licentiat och juris doktor 1937. Han var direktör vid Ane Gyllenbergs bankirfirma 1934–1940, ´professor i handelsrätt vid Svenska handelshögskolan 1940–1949 (rektor 1946–1949) och blev verkställande direktör för Oy Stockmann Ab 1950. Sistnämnda företag genomgick under hans ledning ett saneringsprogram. Han innehade ett stort antal förtroendeposter bland annat inom idrotts- och folkhälsoorganisationer samt inom näringslivet.